# Logis de Montgothier
Le Logis de Montgothier est un manoir du XVIIIe siècle, bâti sur une ancienne forteresse du Moyen Âge, qui se dresse sur le territoire de l'ancienne commune française de Montgothier, dans le département de la Manche en région Normandie.
Le manoir est partiellement inscrit aux monuments historiques.

## Localisation
Le Logis de Montgothier est situé, dans la commune associée de Montgothier, au sein de la commune d'Isigny-le-Buat, dans le département français de la Manche

## Historique
L'ancien château féodal fut du XIe au XVe siècle la possession des seigneurs d'Isigny, puis à la famille Foisil jusqu'au début du XXIe siècle.
Le manoir est érigé au XVIIIe siècle. C'est Jean de Gouin, seigneur de Montgothier, qui fit construire en 1728 le château.
De 1993 à 2007 s'y sont déroulées les Féériques de Montgothier, spectacle son et lumière animé par Antoine Gauthier-Sauvagnac et réalisé avec les habitants de la commune et des environs.

## Description
L'ancienne forteresse était entouré d'étangs et de douves que l'on franchissaient par deux pont-levis.

## Protection aux monuments historiques
Les façades et toitures du bâtiment principal et des deux bâtiments des communs ainsi que l'escalier intérieur avec sa rampe en bois sont inscrits au titre des monuments historiques par arrêté du 6 juin 1977.